# 475 (فلم)
475 هو فيلم وثائقي مغربي صدر سنة 2013 للمخرج نادر بوحموش.
يستكشف الفيلم قضايا العنف والاعتدائات الجنسية وحقوق المرأة في المغرب من خلال قضية انتحار أمينة الفيلالي، تلك الفتاة الشابة التي انتحرت بعد أن أجبرت على الزواج من مغتصبها في عام 2012.

## القصة
في آذار/مارس 2012، قامت أمينة الفيلالي وهي فتاة مغربية لم تتجاوز من العمر 16 سنة بالانتحار بعد أن ابتلعت سم الفئران في قرية صغيرة خارج مدينة العرائش. انتحارها جاء بعد أن أجبرت على الزواج من الرجل الذي اغتصبها، وذلك وفقا للمادة 475 من القانون الجنائي المغربي الذي يعفي المغتصب من السجن في حالة ما تزوج من ضحيته. وقد فشلت السلطات في المغرب في التحقيق في قضية مقتل أو انتحار الفيلالي. لكن موت أمينة هيمن على وسائل الإعلام المغربية والدولية.
يقوم الفيلم بالأساس على عدد من المقابلات التي أجراها المخرج مع والدي الفيلالي وكذلك مع مغتصبها ثم المحامي المسؤول عن القضية وغيرهم من أعضاء المجتمع المدني المغربي، وقد تعمق الفيلم في مختلف جوانب النظام الأبوي في المغرب.

## الإنتاج
مثل أول فيلم لنادر والذي حمل عنوان أنا ومخزني، فقد تم إنتاج فيلم 475 سرا مع عدم وجود تصاريح التصوير، وقد سبب هذا مجموعة من المشاكل لبوحموش الذي رُفعت ضده العديد من الدعوات القضائية بتهمة العصيان المدني، كما اتهم بأنه ضد المغرب خاصة بعدما تجاوز قوانين التصوير والرقابة. والملاحظ في الفيلم أن طاقمه كان مكون من فريق صغير من المتطوعين الذين لديهم خبرة قليلة أو معدومة في مجال صناعة الأفلام. كما أن نادر يطالب الدولة بتمويل إنتاج الفيلم، بل لجأ إلى حشد من السينمائيين الذين قاموا بتمويل حملة قصد جمع المزيد من التبرعات.

## وصلات خارجية
- الصفحة الرسمية  على فيسبوك.
- مقالات تستعمل روابط فنية بلا صلة مع ويكي بيانات

لا توجد روابط لمواقع التواصل الاجتماعي.